# Astragalus sobolevskiae
Astragalus sobolevskiae är en ärtväxtart som beskrevs av Antonina Vasilievna Polozhij. Astragalus sobolevskiae ingår i släktet vedlar, och familjen ärtväxter. Inga underarter finns listade i Catalogue of Life.